# Avia (Flugzeughersteller)
Avia ist ein ehemaliger tschechoslowakischer Flugzeughersteller. 1992 wurde die Nutzfahrzeugsparte als AVIA a.s. ausgegliedert. Die Firma heißt heute AVIA Propeller und ist auf die Produktion derselbigen ausgerichtet.

## Geschichte
1919 wurde Avia als Flugzeugreparaturwerkstatt auf dem Gelände einer ehemaligen Zuckerfabrik in Vysočany (Prag) von Pavel Beneš und Miroslav Hajn gegründet. Kurz danach beteiligten sich Jaroslav František Koch und Václav Malý (kaufmännischer Direktor) an der Leitung. Erste Konstruktion war der Tiefdecker Exprevit von 1920, der zur Avia BH-1 (BH steht für Beneš/Hajn) weiterentwickelt wurde und mit seiner abgestrebten Haupttragfläche bereits ein typisches Konstruktionsmerkmal der Avia-Entwicklungen der 1920er-Jahre aufwies. Im Laufe der nächsten zehn Jahre wurden verschiedene Zivil- und Militärflugzeuge produziert. Bekannteste Typen dieser Epoche sind das Reise- und Schulflugzeug Avia BH-9 von 1923, das Doppeldecker-Jagdflugzeug Avia BH-21 von 1925 sowie das Verkehrsflugzeug Avia BH-25 von 1926, das die Route Prag-Rotterdam beflog. Letztes Modell der Konstrukteure Beneš und Hajn war das Jagdflugzeug Avia BH-33 aus dem Jahre 1927, das auch in Polen in Lizenz hergestellt wurde.
1921 wurde das Unternehmen an den Millionär Miloš Bondy verkauft, der Firmenname wechselte zu Avia, Miloš Bondy a s. Er verkaufte es 1928/1929 an den Škoda-Konzern.
Jaroslav František Koch wechselte zu  Praga in die Motorradentwicklung. Pavel Beneš und Miroslav Hajn wechselten 1930/1931 zu ČKD-Praga und entwickelten dort weiterhin Flugzeuge.
Neuer Chefkonstrukteur wurde František Novotný. Unter seiner Leitung entstand 1933 das mit 566 Exemplaren meistgebaute tschechoslowakische Flugzeug, der Jäger Avia B-534. Zusammen mit Aero baute Avia ab 1936/37 74 Exemplare des französischen Bombers Bloch MB.200 als Aero MB.200 in Lizenz. Ein Jahr darauf kaufte die ČSR einige Exemplare des sowjetischen Bombenflugzeuges Tupolew SB-2 sowie die Lizenzrechte, aber noch bevor die Produktion bei Avia unter der Bezeichnung Avia B-71 anlaufen konnte, wurde die Tschechoslowakei vom Deutschen Reich okkupiert. Die vorhandenen Maschinen wurden von der deutschen Luftwaffe übernommen und noch einige wenige Exemplare hergestellt (insgesamt 66).
Avia übernahm in seiner langjährigen Firmengeschichte auch immer wieder die Lizenzproduktion ausländischer Flugzeugmodelle. In den 1920er-Jahren waren dies die französische Farman F.60 „Goliath“ (als Avia-Farman F.60 „Goliáš“) sowie die niederländischen Typen Fokker F.VIIb/3m (als Avia-Fokker F.VIIb/3m) und F.IX (als Avia-Fokker F.IX). Ebenso wurden für viele Jahre ausländische Flugmotoren in Lizenz hergestellt, vor allem wassergekühlte V-Motoren von Hispano-Suiza (HS 8 als Vr-30 und HS 12 als Vr-36).
Während der Besatzungszeit produzierte Avia keine eigenen Flugzeuge, sondern nur noch deutsche Modelle, so die Ar 96, die Bf 109 und Teile für das luftstrahlgetriebene Jagdflugzeug Me 262. Konstrukteure von Avia waren auch an der Entwicklung des ersten luftstrahlgetriebenen Bombenflugzeugs der Welt, der Arado Ar 234, beteiligt.
Nach Kriegsende wurde das Unternehmen verstaatlicht, in Avia Závody „Jiřího Dimitrova“ (Avia-Werk Georgi Dimitroff) umbenannt und die Produktion wieder aufgenommen. Gebaut wurde deutsches Fluggerät aus der Zeit der Besatzung, so die Ar 96 als Avia C-2, aus der Bf 109 entstand die Avia S-99 bzw. Avia S-199 und aus der Me 262 entstand die Avia S-92, die noch bis 1957 geflogen wurde. 1946 entstanden mit den Sportflugzeugen Av-36 und Av-236 auch zwei eigene Entwürfe, die allerdings nicht in die Serienproduktion gelangten. Ende der 1940er-Jahre folgte die Lizenzfertigung sowjetischer Modelle. Beispielsweise wurden die Il-10 als Avia B-33, die Il-14 als Avia Av-14 und die MiG-19 als Avia S-105 in Lizenz gebaut.
1946 begann Avia mit der Produktion von LKW- und Bus-Modellen.
Im Jahre 1963 endete im Avia-Werk der Flugzeugbau. Nur ein kleiner Teilbereich arbeitete weiter als Hersteller von Flugmotoren sowie als Zulieferbetrieb für Flugzeug-Ersatzteile, um ab 1988 auf dem Luftfahrtsektor nur noch Luftschrauben herzustellen.

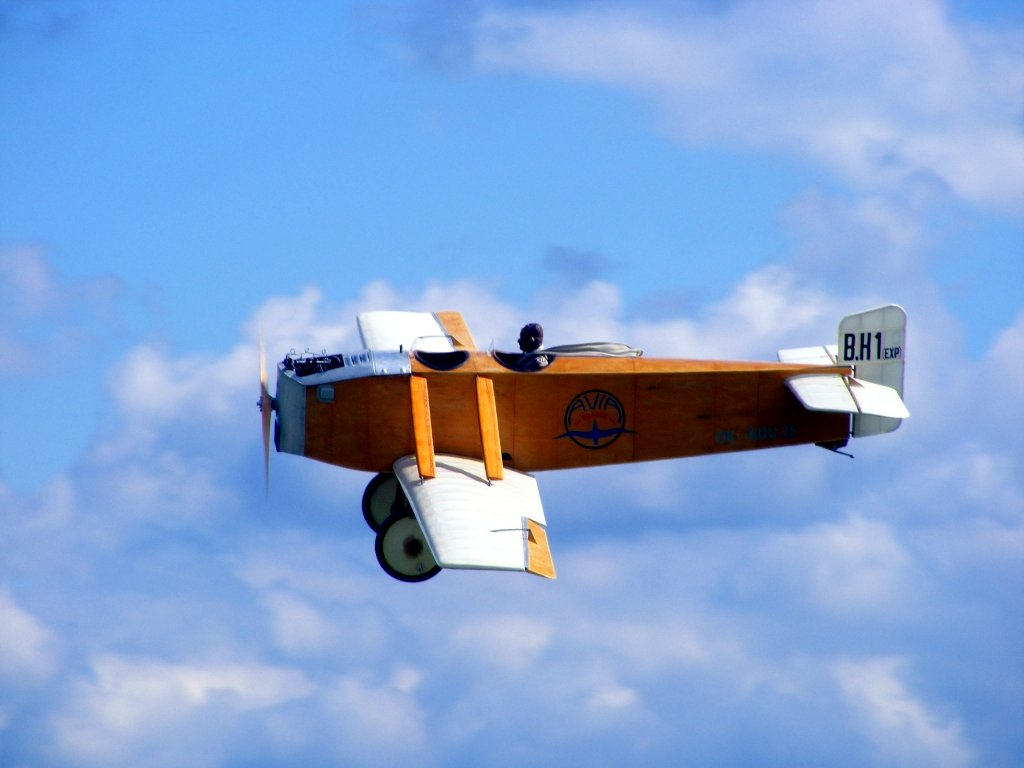
Nachbau der Avia BH-1
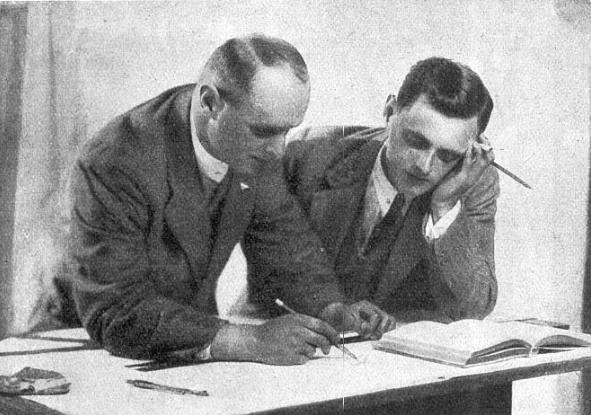
Pavel Beneš und Miroslav Hajn (1926)
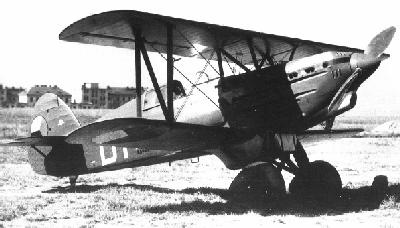
Avia B-534
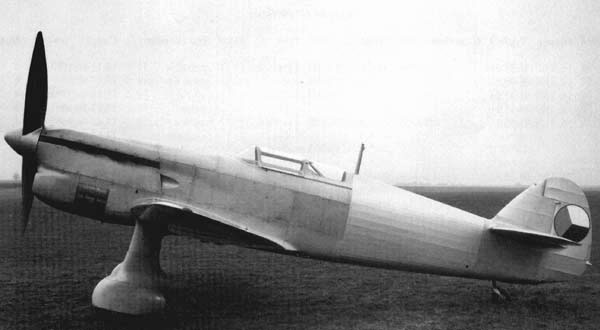
Avia B-35
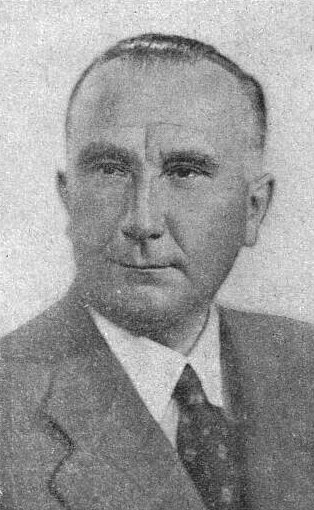
František Novotný
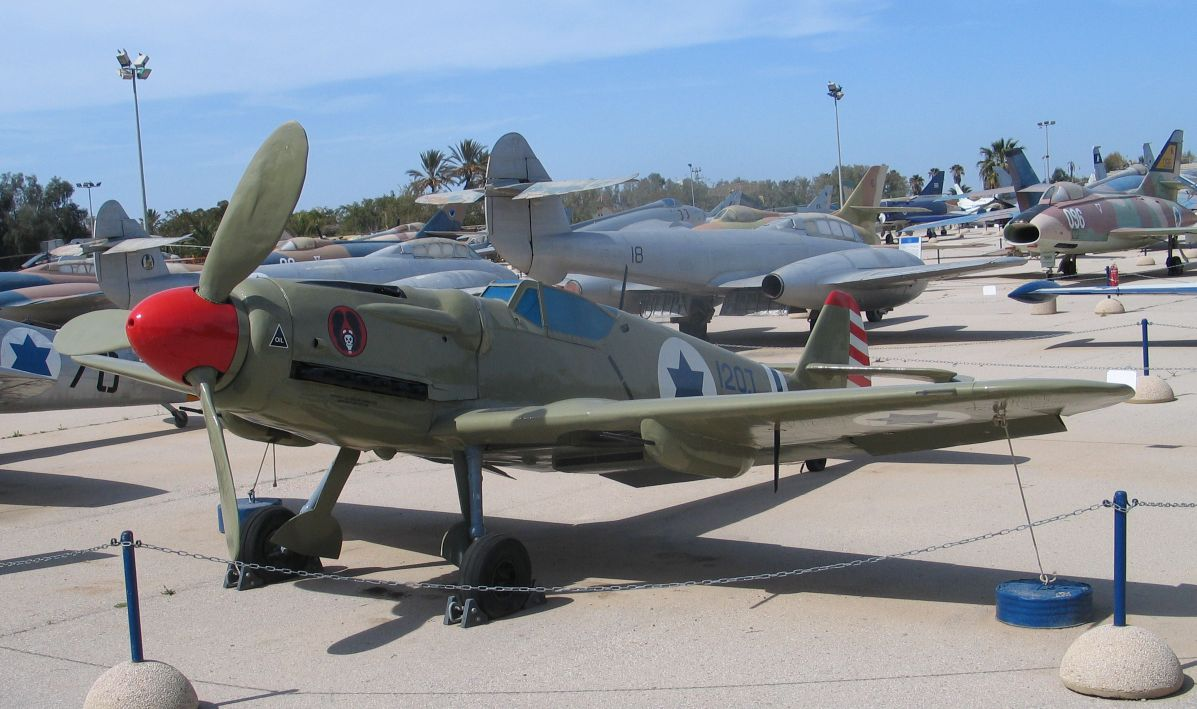
Avia S-199
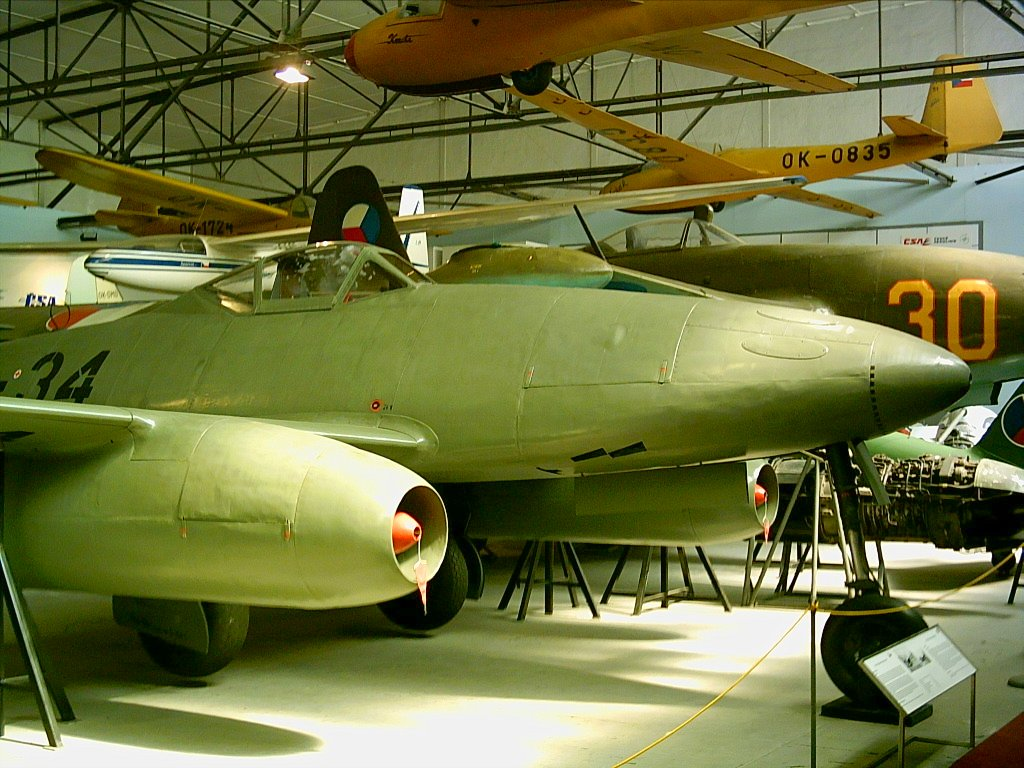
Avia S-92